# John Woodruff
John Youie Woodruff (ur. 5 lipca 1915 w Connellsville w Pensylwanii, zm. 30 października 2007 w Fountain Hills w Arizonie) – amerykański lekkoatleta średniodystansowiec, mistrz olimpijski.
Był złotym medalistą Igrzysk Olimpijskich w 1936 w Berlinie, gdzie jako 21-letni zawodnik zwyciężył w biegu na 800 m (w momencie śmierci był ostatnim amerykańskim złotym medalistą tych igrzysk). Był mistrzem USA (AAU) na 880 jardów w 1937.
Po zakończeniu kariery sportowej został oficerem Armii USA. Służył w czasie II wojny światowej i wojny koreańskiej. Zakończył służbę w stopniu podpułkownika. Następnie pracował jako trener w New Jersey. Na kilka lat przed śmiercią amputowano mu obydwie nogi, przyczyną były kłopoty z krążeniem krwi.